# Schwaz
Schwaz – miasto powiatowe w Austrii, w kraju związkowym Tyrol, siedziba powiatu Schwaz. Liczy 13245 mieszkańców (1 stycznia 2015). W mieście znajduje się dawna kopalnia srebra, która była niegdyś największą kopalnią średniowiecznej Europy.

## Współpraca
Miejscowości partnerskie:
- Bourg-de-Péage, Francja
- East Grinstead, Wielka Brytania
- Mindelheim, Niemcy
- Sant Feliu de Guíxols, Hiszpania
- Satu Mare, Rumunia
- Tramin an der Weinstraße, Włochy
- Trydent, Włochy
- Verbania, Włochy

Schwaz
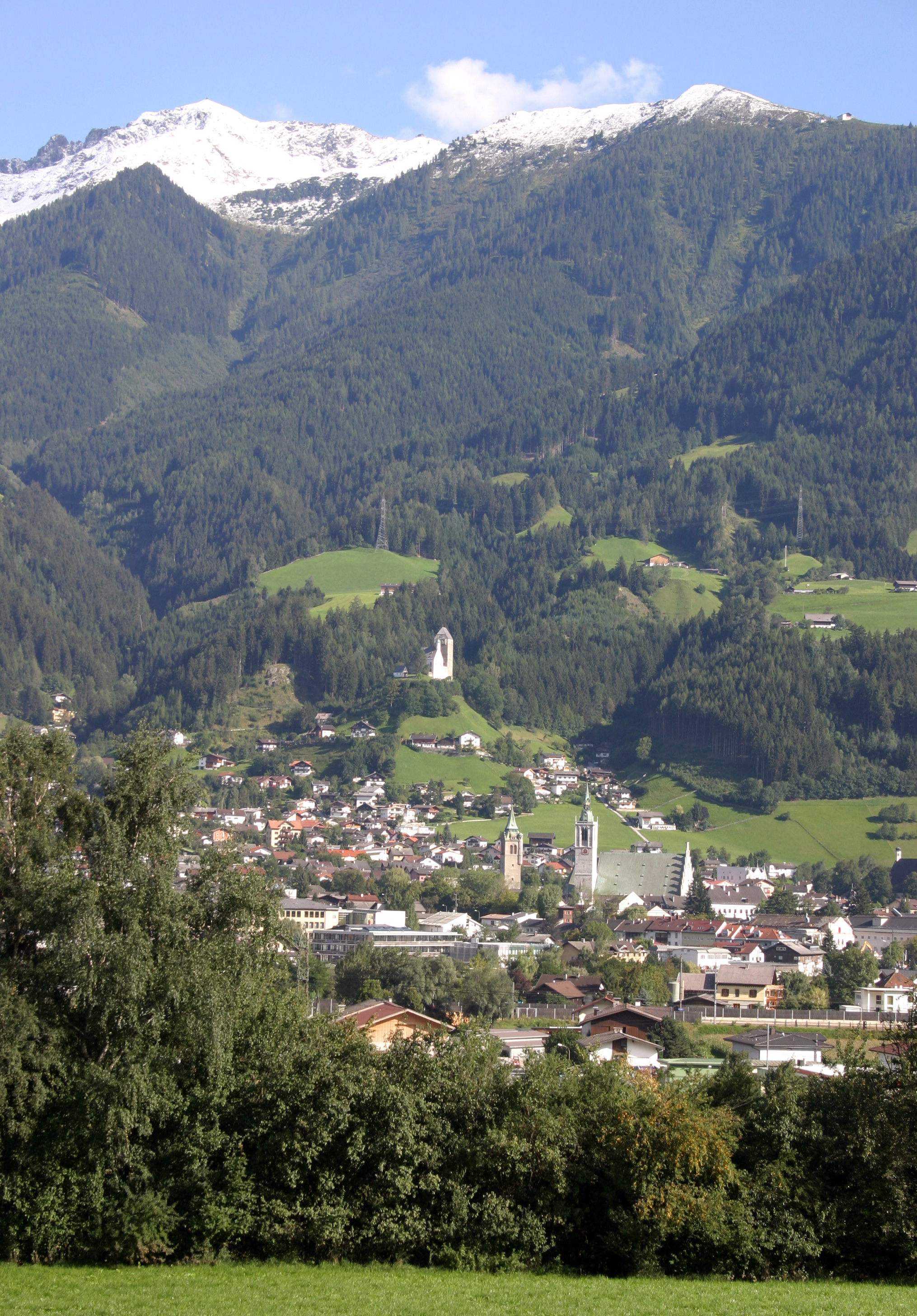
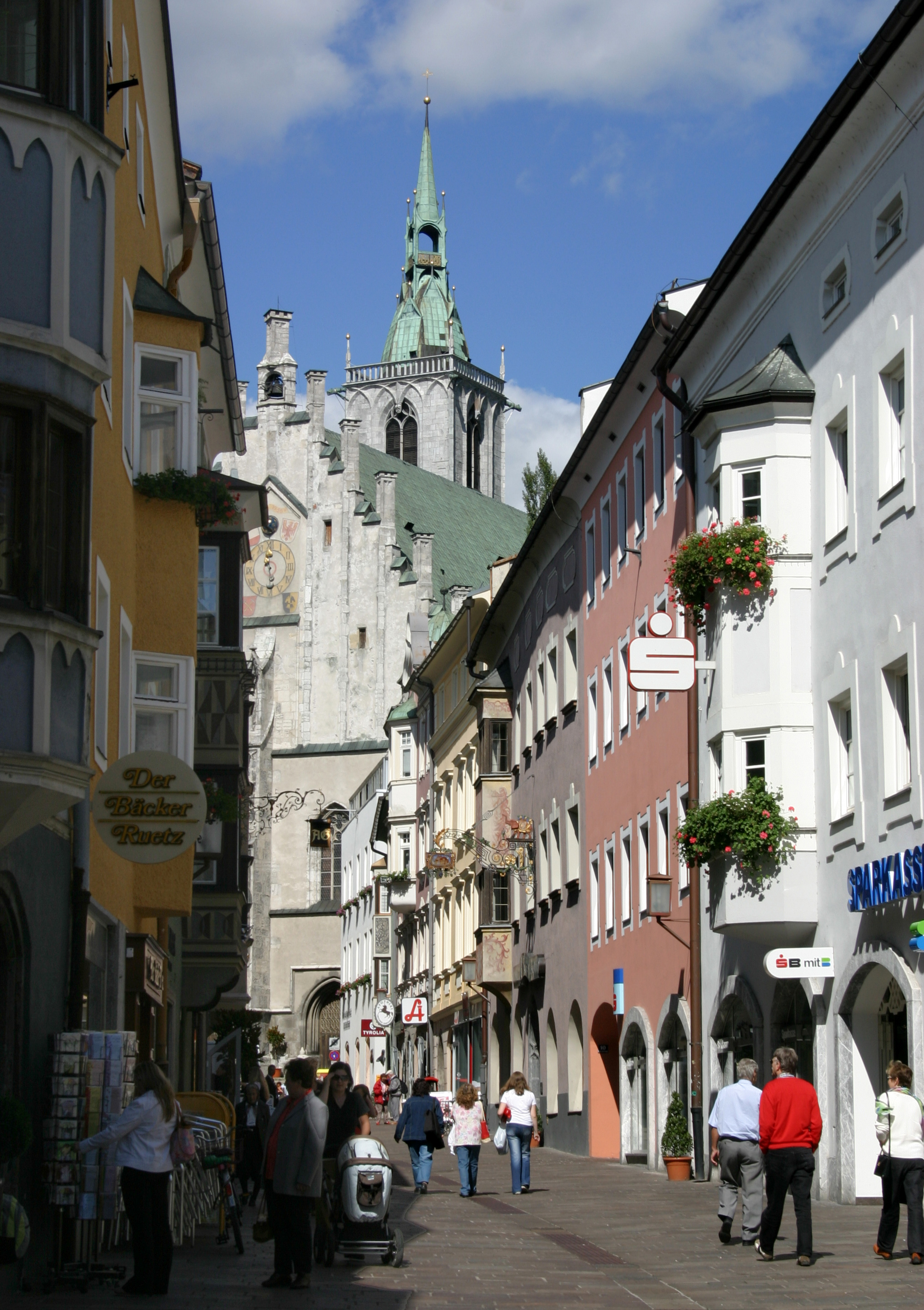
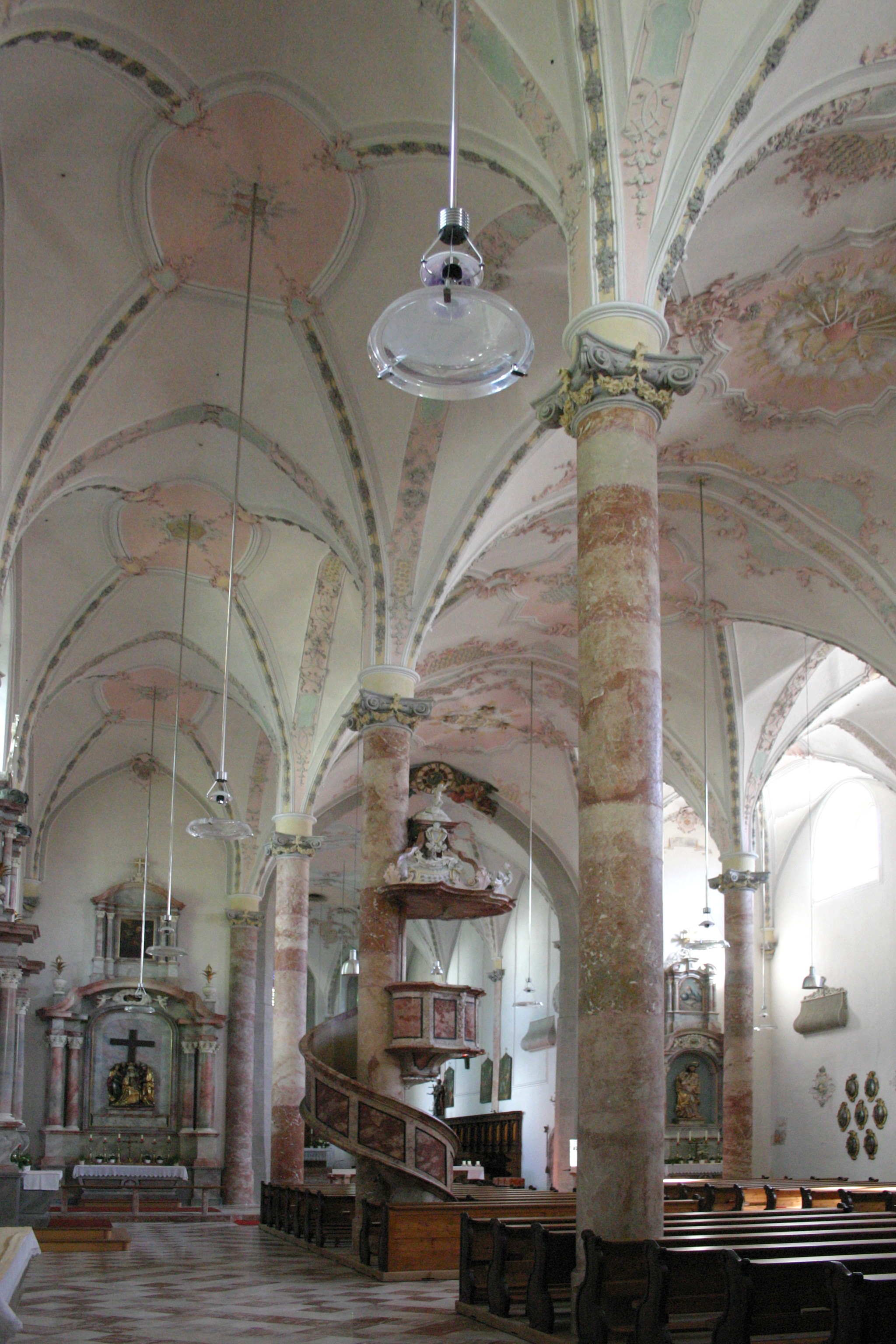
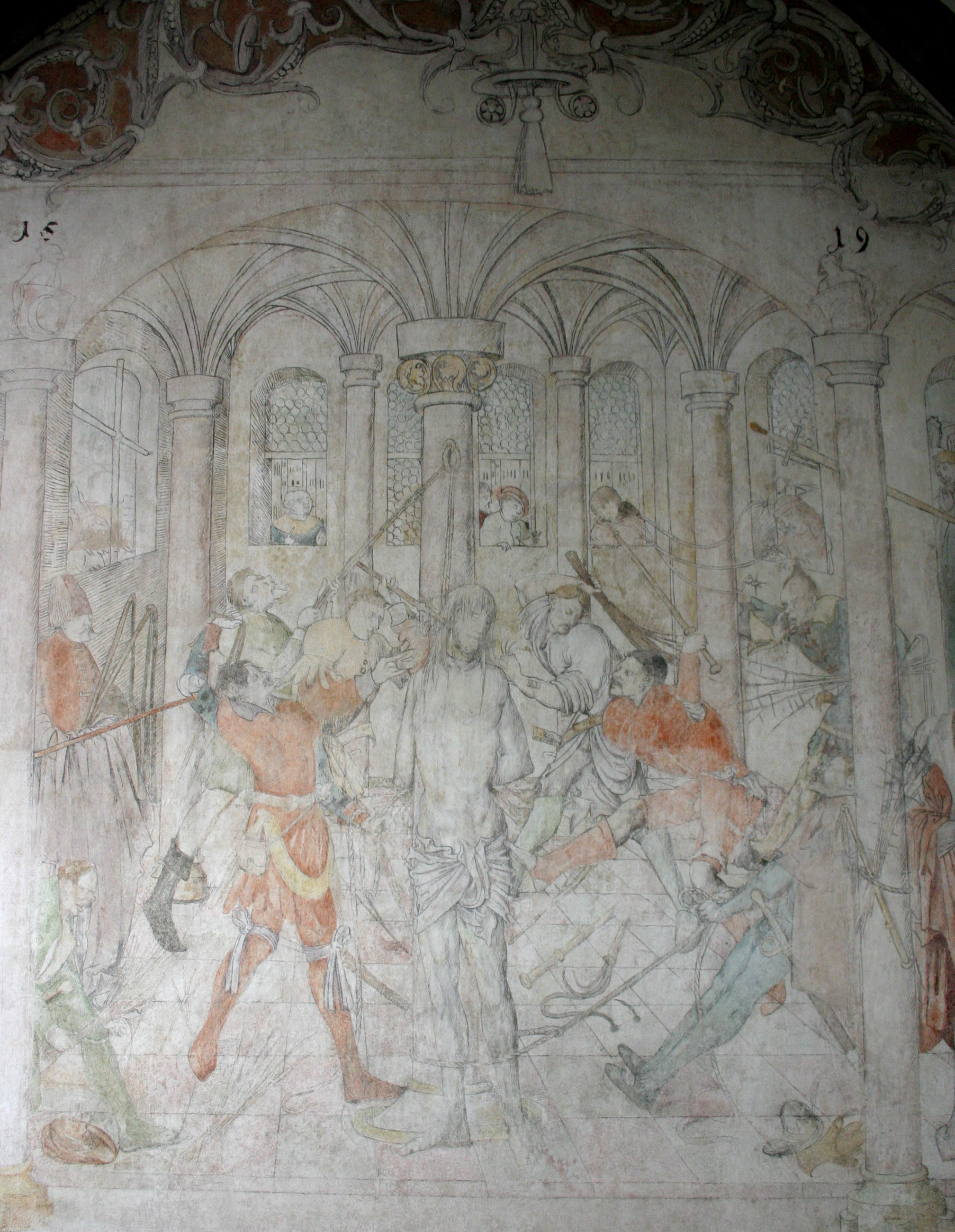
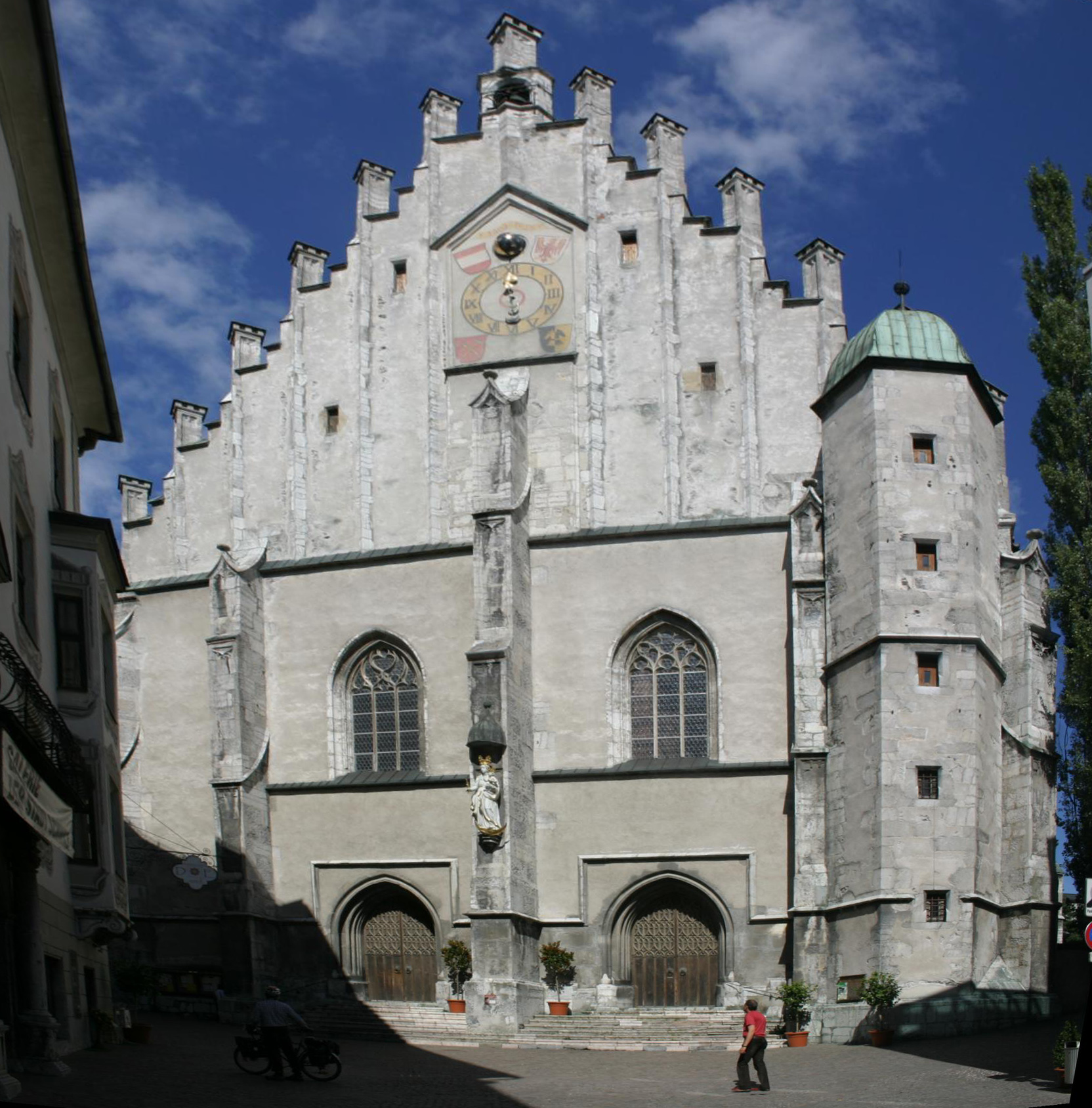
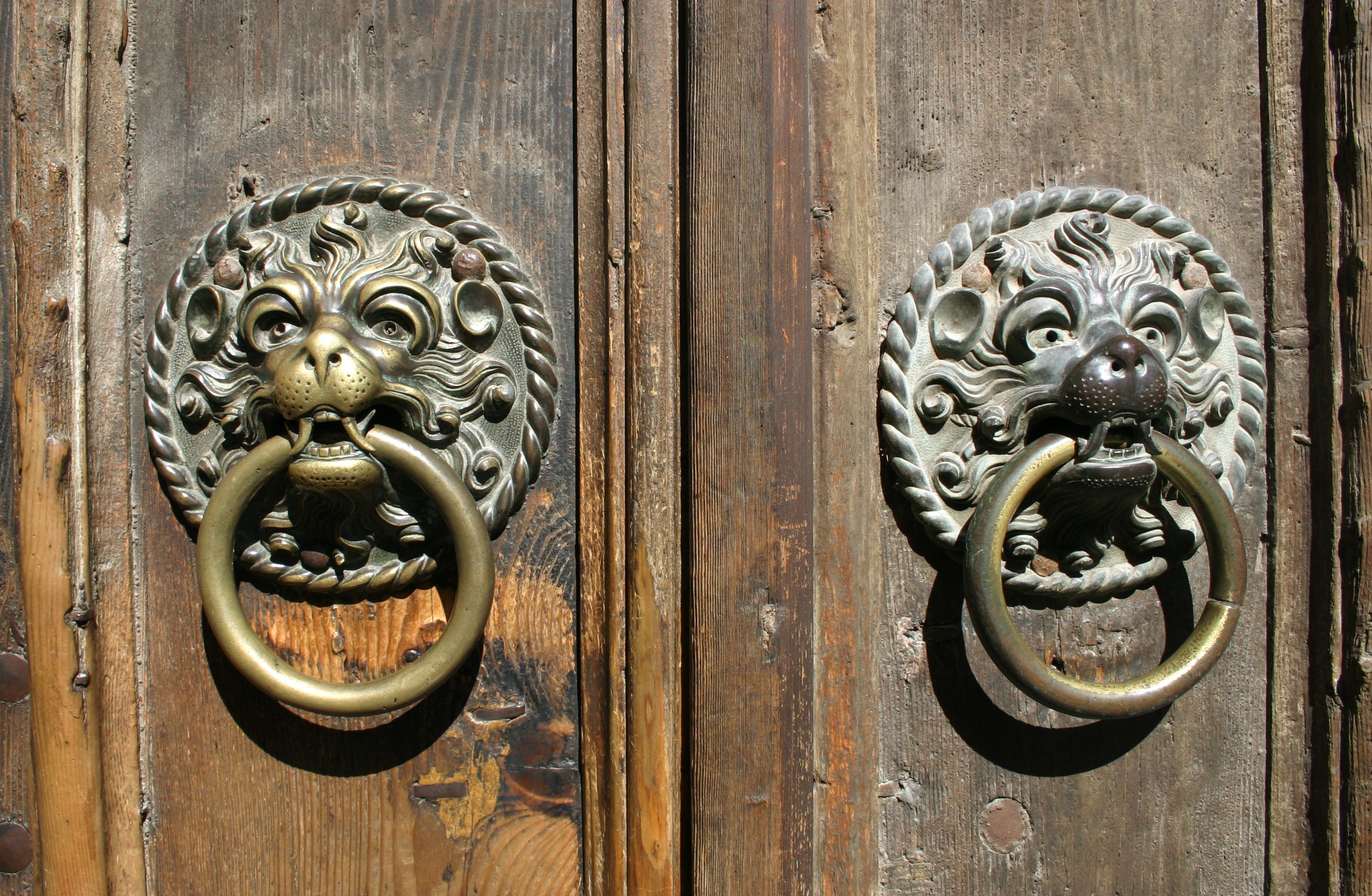
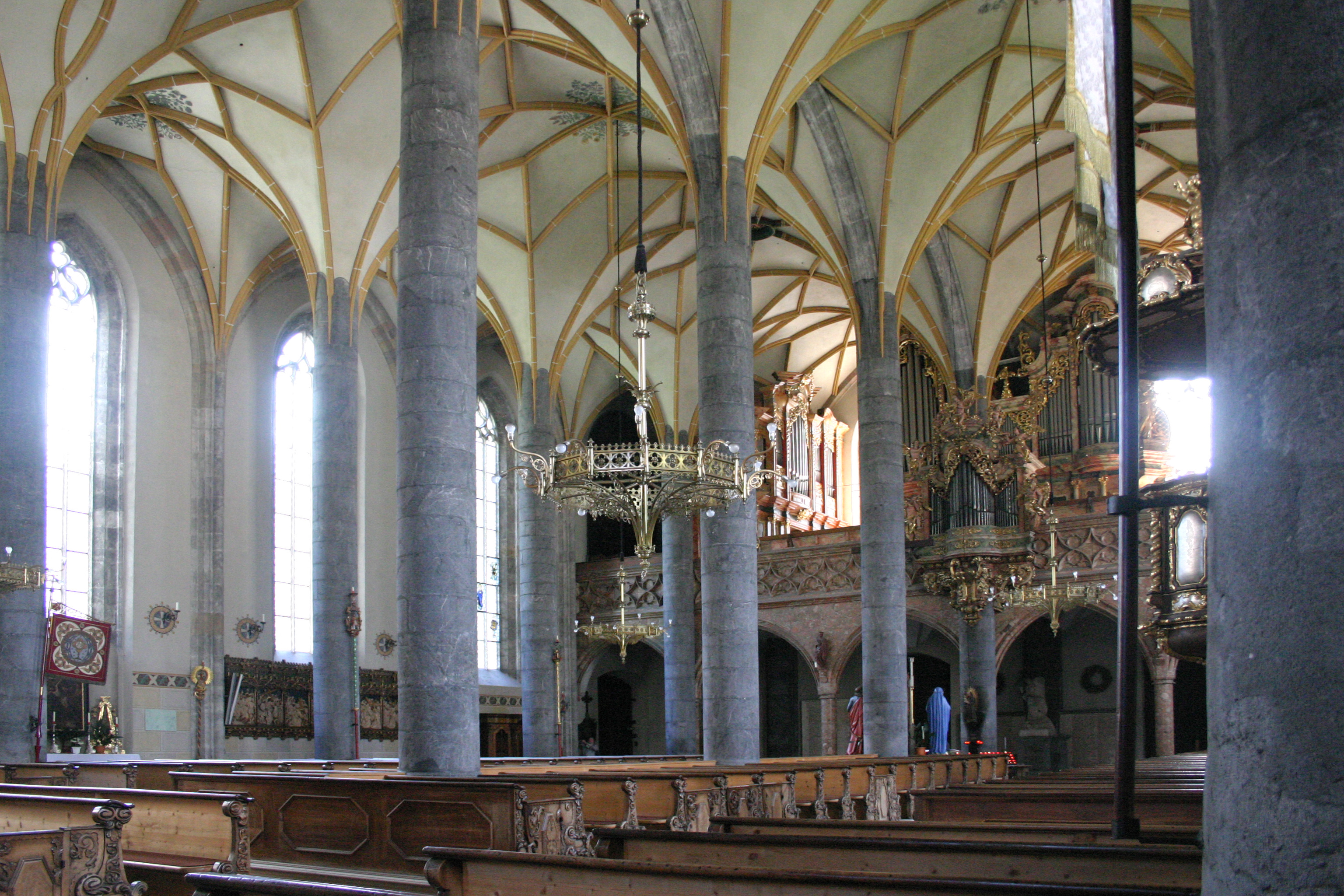
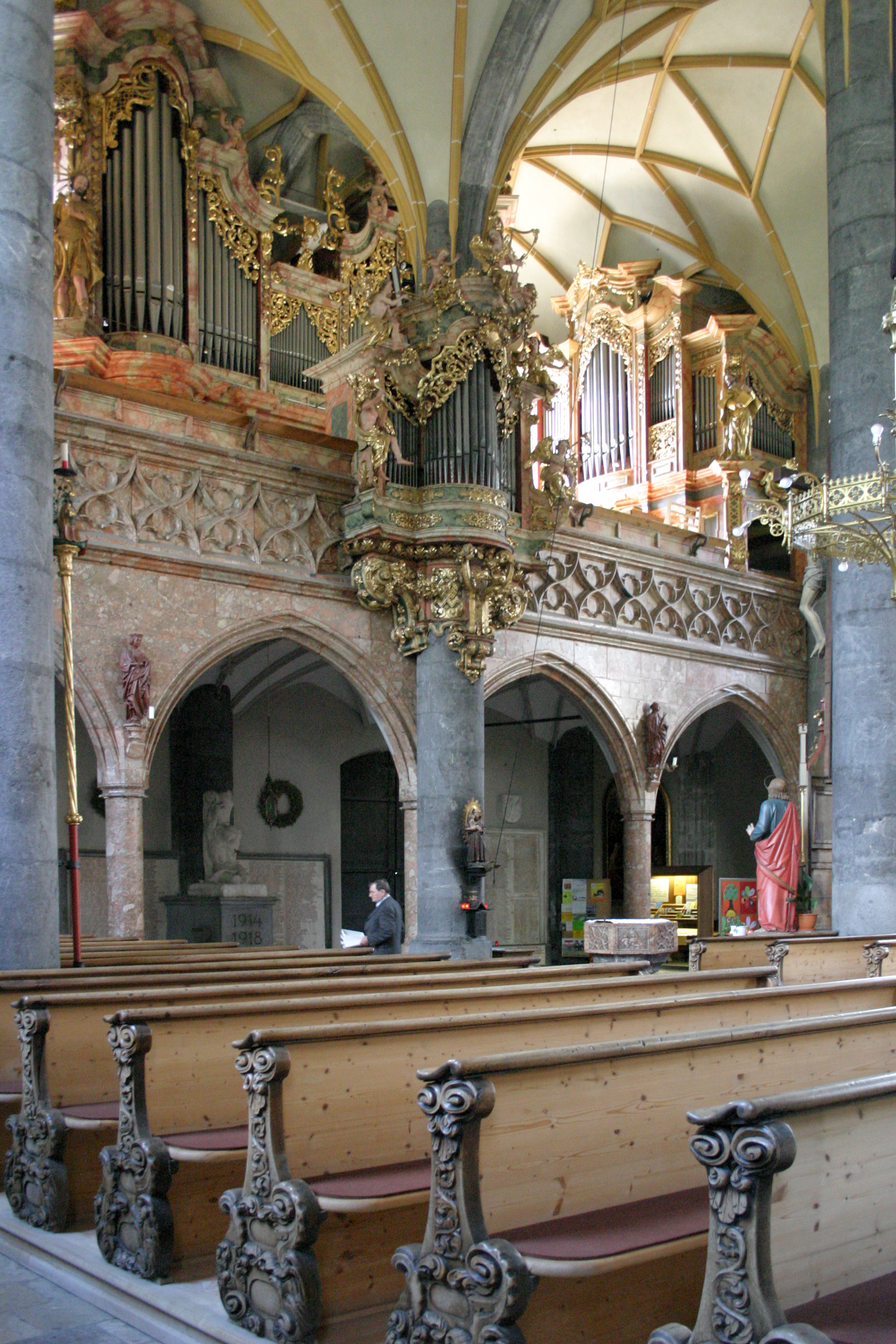